# Château de Prouzel
Le château de Prouzel  Inscrit MH (1963) est situé sur le territoire de la commune de Prouzel, dans le département de la Somme.

## Historique
La construction du château à l'emplacement d'une ancienne ferme médiévale, s'est effectuée en 1699-1700. 
Sa construction est attribuée à Adrien Creton, seigneur de Willameville, président au bailliage d'Amiens, maire d'Amiens en 1717-1718. 
Le château reste dans sa postérité jusqu'à Marie Amélie Gaillard d'Auberville, mariée en 1847 avec Christophe Louis Léon Juchault de Lamoricière, général de l'armée française, député de la Sarthe, ministre de la guerre de la Deuxième République en 1848, mort à Prouzel le 11 septembre 1865,.
Le château a été acquis en 1880 par le baron de l'Épine dont les descendants sont encore propriétaires.
Le château et son parc sont inscrits  Inscrit MH (1963).

## Description
L'édifice de style classique a été construit en pierre. Il s'élève sur deux niveaux surmontés d'un toit à la Mansard. Il se compose d'un corps de logis avec avant-corps central encadré de deux ailes en retrait.
L'intérieur est décoré de boiseries et de stucs, œuvre de Jacques Rousseau.

## Le parc
Une grille en fer forgé donne accès au parc arboré de 12 hectares dont l'allée centrale bordée de pelouse conduit au château. À l'arrière du château, le parc domine la vallée de la Selle.